# Herrería
Herrería ist ein Ort und eine Gemeinde (municipio) mit 17 Einwohnern (Stand: 2024) im Osten der Provinz Guadalajara in der Autonomen Gemeinschaft Kastilien-La Mancha in Zentralspanien. 

## Lage und Klima
Herrería liegt im Iberischen Gebirge in einer Höhe von 1070 m. Die Entfernung zur westsüdwestlich gelegenen Provinzhauptstadt Guadalajara beträgt ca. 87 Kilometer (Fahrtstrecke). Das Klima ist warm und gemäßigt; die Niederschläge (insgesamt 509 mm) verteilen sich über das Jahr.

## Bevölkerungsentwicklung
| Jahr      | 1960 | 1970 | 1981 | 1991 | 2001 | 2011 | 2021 |
| Einwohner | 181  | 123  | 61   | 41   | 36   | 23   | 26   |

## Sehenswürdigkeiten
- Archäologische Fundstätte (Keltiberer) und Nekropole von El Ceremeño
- Kirche Mariä Himmelfahrt

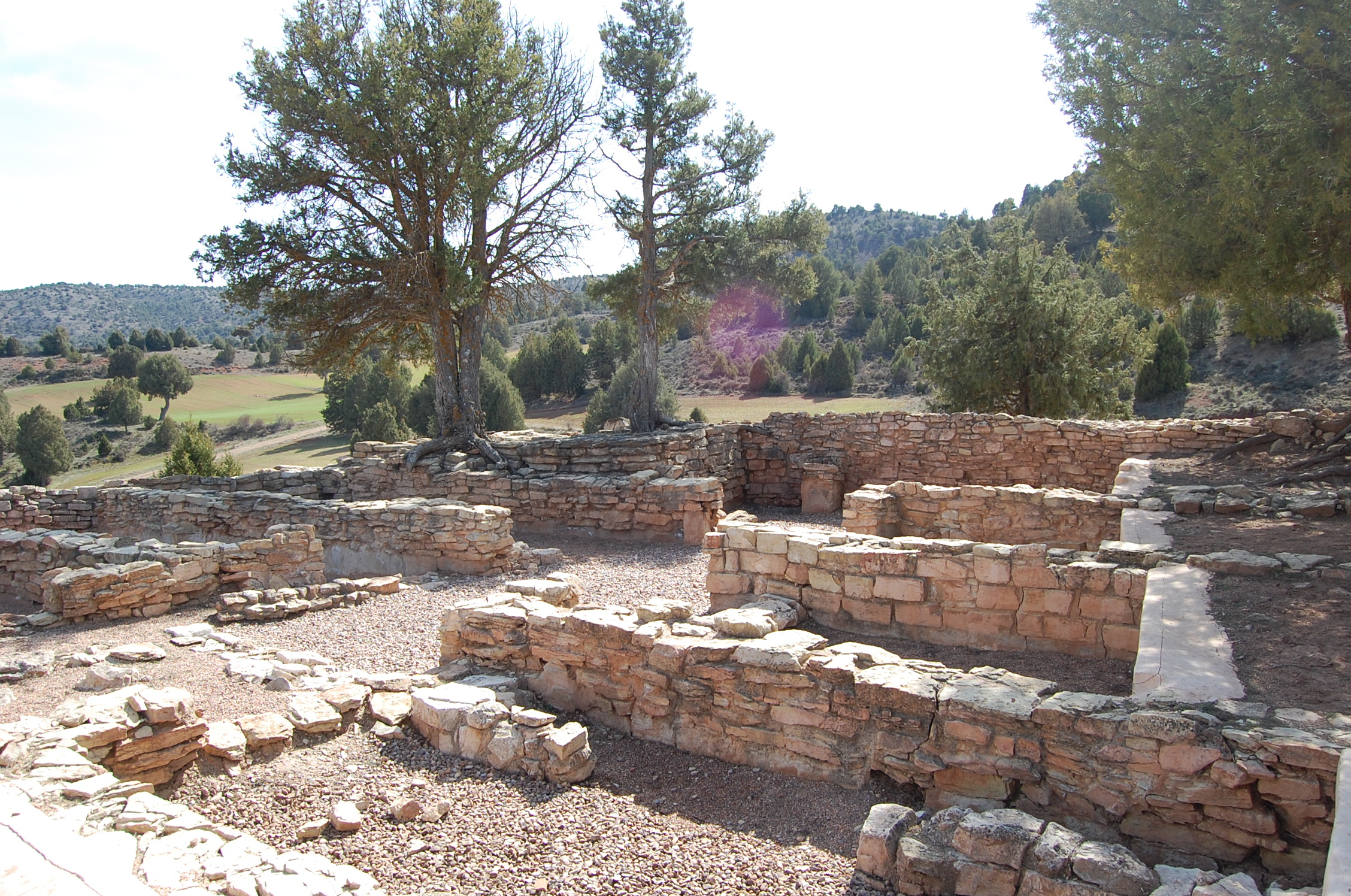
Archäologische Fundstätte
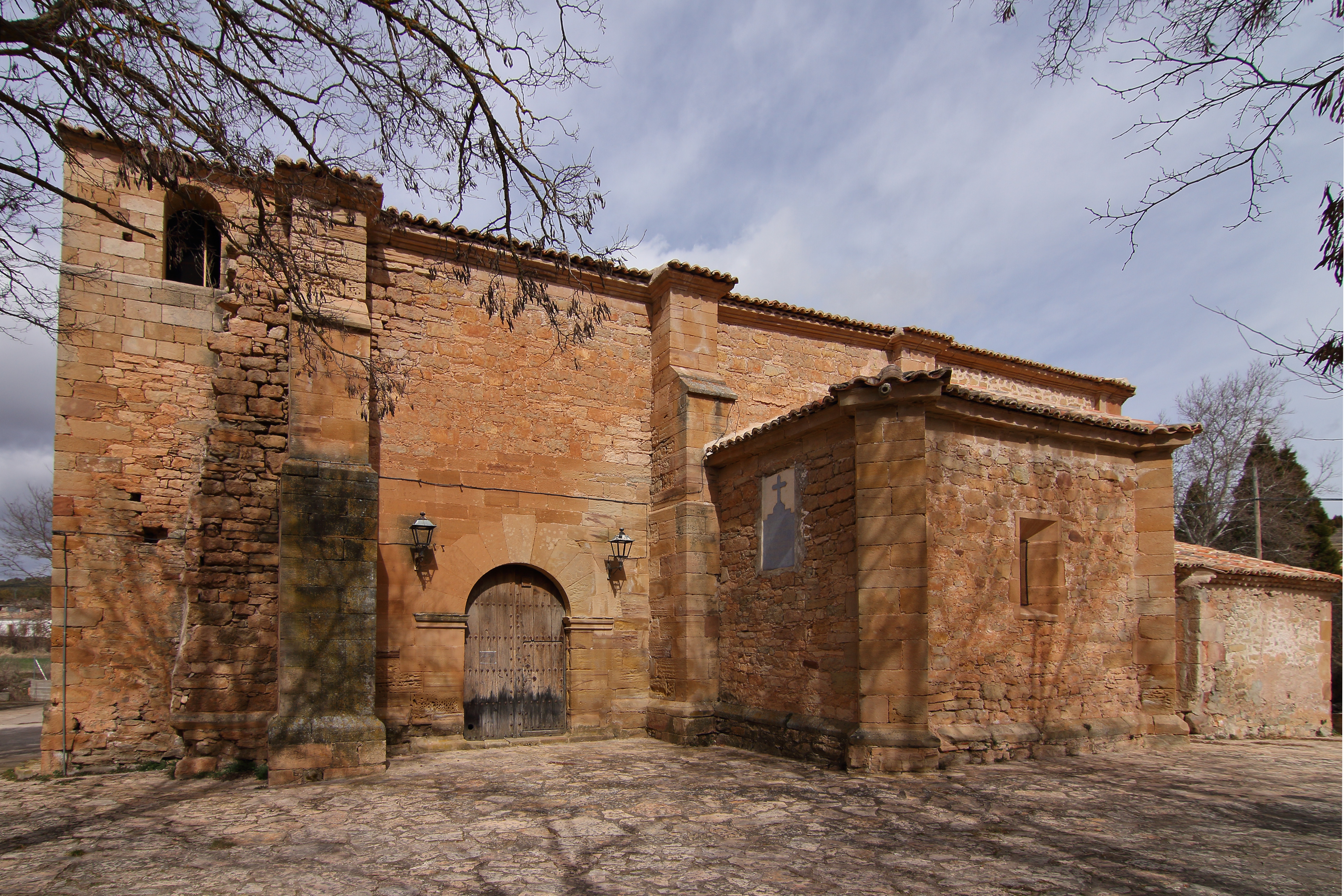
Kirche Mariä Himmelfahrt
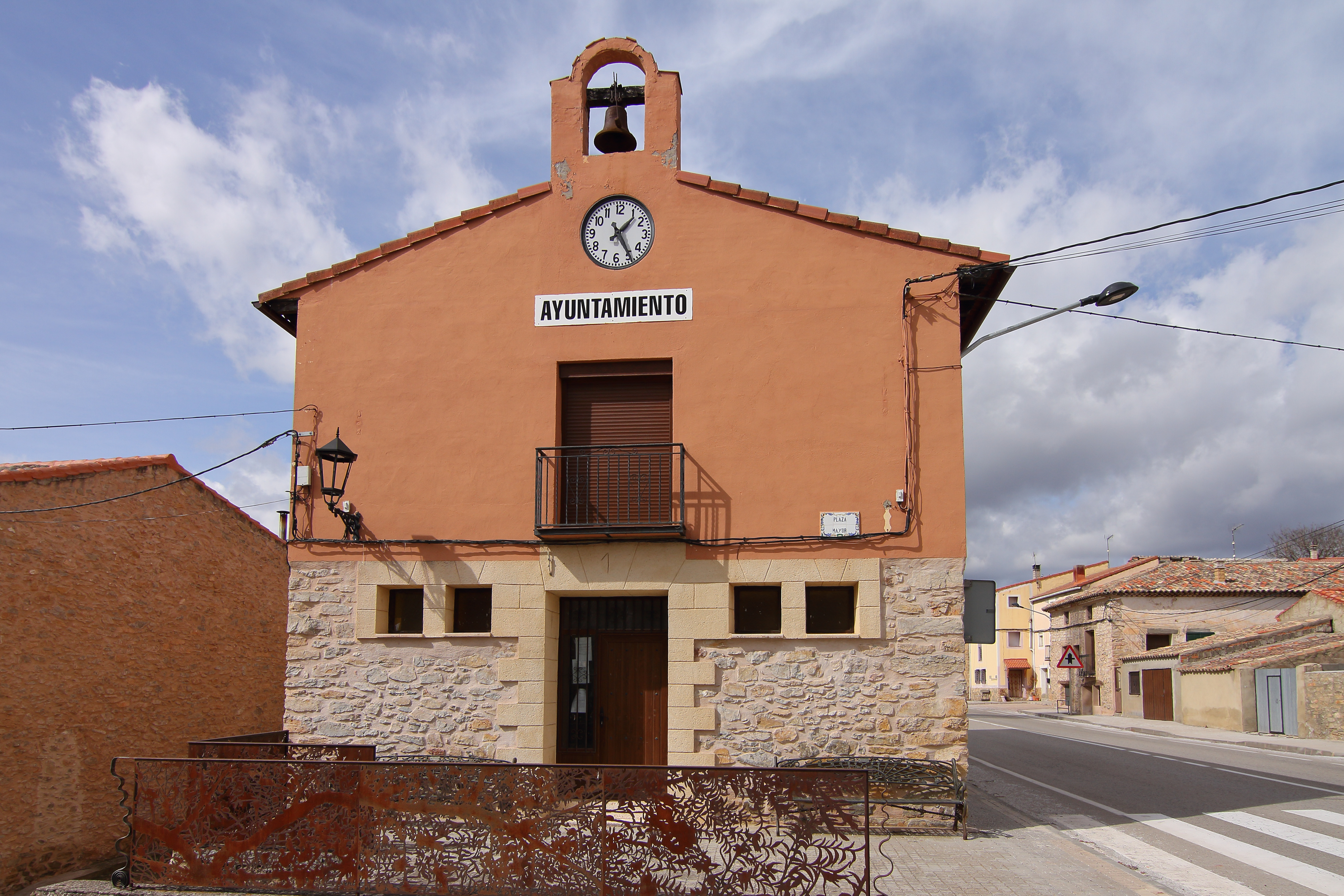
Rathaus